# Bosque del Recuerdo

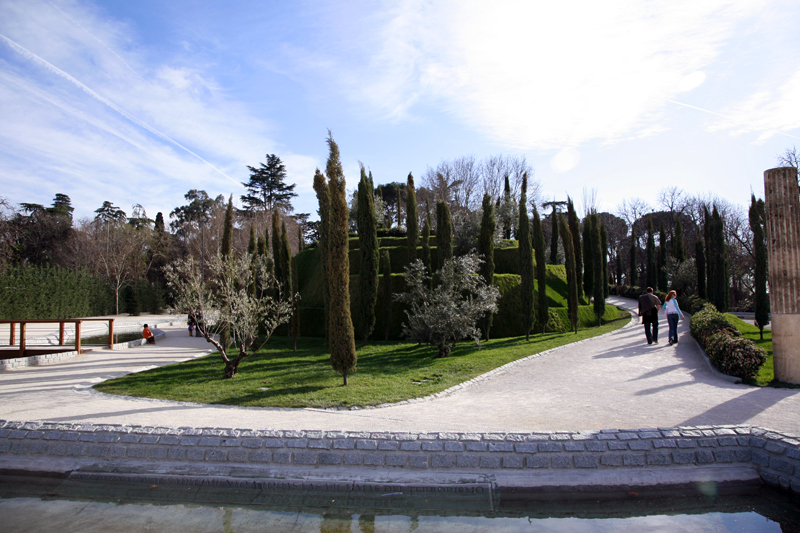
O Bosque del Recuerdo.

O Bosque del Recuerdo, anteriormente conhecido como Bosque de los Ausentes, é um monumento construído em memória às 192 vítimas dos atentados de 11 de março de 2004 em Madrid, Espanha. Está localizado dentro do Parque do Retiro, próximo à Estação de Atocha, um dos locais atacados por terroristas da Al-Qaeda.
Conta com 192 árvores, das quais 22 são oliveiras e 170, ciprestes. Cada árvore representa uma pessoa assassinada.